# Agrana
Agrana este o companie producătoare de zahăr din Austria.
Agrana este una dintre cele mai importante companii din industria zahărului, un specialist pentru produsele din amidon, un lider de piață în prepararea fructelor și un important producător de sucuri concentrate de fructe din Europa.
Agrana Beteiligungs-AG a fost înființată în 1991 ca un holding în industria austriacă a zahărului și amidonului, segmente cărora li s-a adăugat în 2003 și activitatea de preparare a fructelor, care s-a extins apoi prin achiziții numeroase și a devenit al treilea stâlp de creștere al grupului.
La nivel global, grupul a obținut, în perioada martie 2005 - februarie 2006, o cifră de afaceri de 1,49 miliarde de euro,
iar în anul fiscal 2006/2007, grupul Agrana a înregistrat vânzări consolidate în valoare de 1,9 miliarde euro.

## Agrana în România
Compania Agrana este prezentă în România din anul 1998, și deține trei fabrici de zahăr - la Buzău, Roman și Țăndărei - dar și unități în sectorul producției de amidon, dulciuri și concentrate de fructe.
Pe 15 martie 1998, Agrana a cumpărat fabricile „Beta” Țăndărei pentru suma de 8 milioane dolari și „Cristal” Urziceni, pentru 4 milioane de dolari.
Agrana România S.A. este înființată în anul 2005, prin fuzionarea celor 3 fabrici de zahăr achiziționate. În anul 2008 ea și-a mutat sediul din Buzău, la București.
Titlurile societății se tranzacționează la categoria de bază a pieței Rasdaq, secțiunea XMBS, sub simbolul BETA.
Compania are o cotă de piață de circa 50%, pe lista clienților numărându-se aproape toate marile companii multinaționale prezente în România pe segmentul producției alimentare.
Număr de angajați în 2009: 700
Cifra de afaceri:
- 2010: 612 milioane lei[7]
- 2007: 441,4 milioane lei (122,2 milioane euro)[6]
- 2006: 609,3 milioane lei[6]

Profit net:
- 2010: -1,7 milioane lei (pierdere)[7]
- 2007: 9,2 milioane lei (2,55 milioane euro)[6]
- 2006: 12,6 milioane lei[6]

Capital social:
- 2018: 56.700.000 euro[3]

Pe data de 21.03.2018, firma a inițiat procedura de retragere a acțiunilor, fiind posesoarea a 98,6434% dintre acțiuni.